# Hans Albert Bausch
Hans Albert Bausch, meist nur Hans Bausch, (* 12. November 1895 in Freiburg im Breisgau; † 8. Oktober 1967) war ein deutscher Gärungschemiker, Brauwissenschaftler und Hochschullehrer.

## Leben
Bausch studierte von 1918 bis 1921 an der Universität Freiburg im Breisgau und promovierte dort 1921 zum Dr. phil. nat. 
Von 1921 bis 1925 war er wissenschaftlicher Assistent bei Arthur Binz, dem Direktor des Chemischen Instituts an der Landwirtschaftlichen Hochschule zu Berlin, und mit Forschungen zu Salvasanen und Pflanzenschutzmitteln beauftragt.
Ab dem 1. Oktober 1925 wurde Bausch Assistent bei G. Bode am Institut für Gärungsgewerbe zu Berlin, wobei er die Leitung der chemischen und chemisch-brautechnischen Übungen dort übernahm sowie dazu die entsprechenden Vorlesungen an der Landwirtschaftlichen Hochschule.
1926 erhielt er zusätzlich einen Lehrauftrag für Warenkunde an der Berliner Wirtschaftsschule.
1934 wurde er zum Honorarprofessor an der Landwirtschaftlichen Fakultät der Friedrich-Wilhelms-Universität zu Berlin ernannt. 
1937 übernahm er die Leitung der 'Unterrichtsabteilung der Versuchs- und Lehranstalt für Brauerei (VLB).
1938 wurde Bausch zum Vorsitzenden des Prüfungsausschusses für Brau- und Malzmeister berufen.
Sein Fachbuch über chemische Technologien erschien bis 1944 in zwei Auflagen.
1949 erhielt Bausch einen Lehrauftrag für chemisch-brautechnische Analyse an der Landwirtschaftlich-Gärtnerischen Fakultät an der Humboldt-Universität zu Berlin (HUB). 1950 erhielt er für dieses Lehrgebiet eine Professur an der HUB.
1952 übernahm Bausch den neugegründeten Lehrstuhl für Gärungschemie und landwirtschaftliche Technologie der HUB und wurde Direktor des gleichnamigen Instituts der Fakultät, an der er auch am Aufbau der Studiengänge für Brauerei- und Brennereitechnologie beteiligt war.
1964 wurde Bausch Leiter der Lebensmittel- und Gärungstechnologie der HUB.
Ab 1951/52 war er freier wissenschaftlicher Mitarbeiter an der VLB in der Seestraße in West-Berlin, was er bis zum Mauerbau am 13. August 1961 fortführte. 1964 wurde er emeritiert.

## Schriften (Auswahl)
- (Hrsg.): Otto Mohr: Physik und Chemie der Gärungsgewerbe, Teil 1: Physik, Berlin, 1929.
- Arbeitsvorschriften zur chemisch-brautechnischen Betriebskontrolle für die Studierenden des Institutes für Gärungsgewerbe (Versuchs- u. Lehranstalt für Brauerei) an der Landwirtschaftlichen Hochschule in Berlin, Berlin, 1930.
- Allgemeine chemische Technologie (= Sammlung Göschen, 113), Berlin: W. de Gruyter & Co., 1928.
- Chemische Technologie, 2., verb. Aufl., Berlin: de Gruyter, 1944.
- Die Arbeiten der wissenschaftlichen Mitarbeiter der Versuchs- und Lehranstalt für Brauerei in Berlin 1931–1945. Berlin 1953.